# Bni Sidel Jbel
Bni Sidel Jbel (àrab: بني سيدال الجبل, Bnī Sīdāl al-Jbal; amazic estàndard marroquí: ⴱⵏⵉ ⵙⵉⴷⴰⵍ ⵓⴷⵔⴰⵔ, Bni Sidal Udrar) és una comuna rural de la província de Nador, a la regió de L'Oriental, al Marroc. Segons el cens de 2014 tenia una població total de 8.930 persones.